# ۱۳۷۷ (میلادی)
۱۳۷۷ (میلادی) هزار و سیصد و هفتاد و هفتمین سال تقویم میلادی است.

## درگذشتگان
- ۲۱ ژوئن - ادوارد سوم، پادشاه انگلستان (زادهٔ ۱۳۱۲)
- ابن بطوطه، جهانگرد آمازیغی (زادهٔ ۱۳۰۴)

‎